# Моин
Моин или Мойн, понякога Муин, (на македонска литературна норма: Моин) е село в Община Гевгели, Северна Македония.

## География
Селото е разположено на 4 km западно от общинския център Гевгели, в непосредствена близост до границата с Гърция.

## История
В XIX век Моин е чисто българско село в Гевгелийска каза на Османската империя. Александър Синве („Les Grecs de l’Empire Ottoman. Etude Statistique et Ethnographique“), който се основава на гръцки данни, в 1878 година пише, че в Моин (Moïn), Воденска епархия, живеят 270 гърци. В „Етнография на вилаетите Адрианопол, Монастир и Салоника“, издадена в Константинопол в 1878 година и отразяваща статистиката на населението от 1873 г., Моин (Moïne) е посочено като село с 42 домакинства и 224 жители българи.
В селото в 1895 – 1896 година е основан комитет на ВМОРО.
„...покрай селото Мойна. На въпроса, който зададохъ на кираджията албанецъ върху жителитѣ на това село, той ми отговори така: „Тамъ живѣятъ гърци, българи и папишташи.“ „На какъвъ езикъ говорятъ тѣ?“ „Български, а нѣкои могатъ и нѣщо турски.“ Подъ думата гърци той е разбиралъ онѣзи българе, които признаватъ патриарха; подъ думата българе е разбиралъ онѣзи, които признаватъ екзарха, а пъкъ подъ папишташи е разбиралъ римокатолицитѣ. Тъкмо въ гевгелийската околия римокатолицитѣ сѫ развили голѣма дѣятелность и иматъ осемь малки общини подъ свое вѣдомство.“
Според статистиката на Васил Кънчов („Македония. Етнография и статистика“) от 1900 г. Мóйнъ има 404 жители, всички българи християни.
На 27 ноември 1901 година според рапорт на българския търговски агент в Солун Атанас Шопов четата на Иванчо Карасулията убива двама гъркомани в Моин, защото служели като укриватели и проводници на гръцките чети и го съобщава с писмо до каймакамина в Гевгели.
В селото има три църкви – българска екзархийска, гъркоманска и българска униатска.
След Илинденското въстание в 1904 година православните патриаршисти минават под върховенството на Българската екзархия. Но по данни на секретаря на екзархията Димитър Мишев („La Macédoine et sa Population Chrétienne“) в 1905 година във Муин (Mouin) има 176 българи екзархисти и 160 българи униати и в селото работи българско униатско училище.
При избухването на Балканската война в 1912 година 3 души от Мойн се записват доброволци в Македоно-одринското опълчение.
След Междусъюзническата война в 1913 година селото попада в Сърбия.
В 1917 година, когато селото е на фронтовата линия, и трите му църкви – екзархийската „Света Архангел Михаил“, патриаршистката и католическата са разрушени. Селяните изграждат нова, която обаче също е разрушена през Втората световна война. В 1963 година църквата „Свети Архангел Михаил“ е възстановена.
Според преброяването от 2002 година, в селото Моин има 317 жители, от които 298 македонци, 16 сърби и 3 власи.
| Националност | Всичко |
| македонци    | 298    |
| албанци      | 0      |
| турци        | 0      |
| роми         | 0      |
| власи        | 3      |
| сърби        | 16     |
| бошняци      | 0      |
| други        | 0      |

## Личности
Родени в Моин
- Гоно Баев, български революционер, деец на ВМОРО[4]
- Димитър Антонов Нашков (1912 – ?), български лекар
- Иван Танов Милков, български революционер, деец на ВМОРО[4]
- Лазар Карапатаков (Лазарос Карапатакис), агент (първи клас) на гръцката въоръжена пропаганда в Македония[12]
- Мицо Ташев Кехайов, български революционер, деец на ВМОРО[4][13]
- Петър Христов Илков, български революционер, деец на ВМОРО[4][14]
- Тано Кольов, български революционер, деец на ВМОРО[4]
- Христо Танов Туджаров, български революционер, деец на ВМОРО[4]

Починали в Моин
- Никола Гърков (? – 1908), български революционер, войвода на ВМОРО, убит на 18 март 1908
- Стоян Бойчош (? – 1908), български революционер от Ошин, деец на ВМОРО, убит на 18 март 1908 година в Моин заедно с Никола Гърков[15]